# Anne-Mari Virolainen

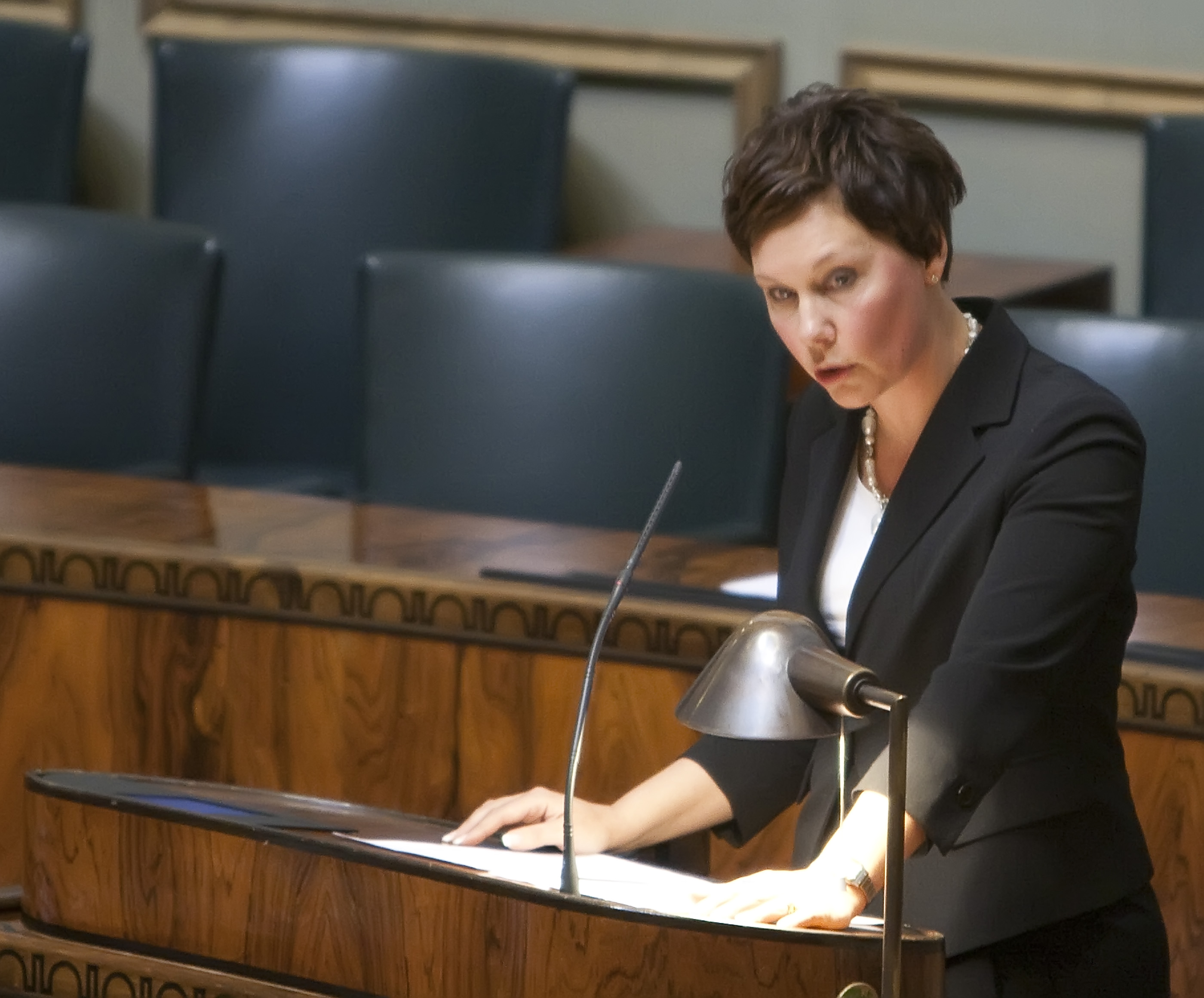
Anne-Mari Virolainen (2009)

Anne-Mari Virolainen (* 5. Dezember 1965 in Turku) ist eine finnische Politikerin der konservativen Nationalen Sammlungspartei und seit dem 12. Februar 2018 Ministerin für Außenhandel und Entwicklung im Kabinett Sipilä.

## Leben
Virolainen wurde in Turku geboren. Im Jahr 1990 machte sie an der Handelshochschule Turku ihren Abschluss als Master of Economics. Sie hat als Führungskraft für Eniro, Telia Company und ICT Turku gearbeitet.
Virolainen war von 2005 bis 2012 Vorsitzende des Stadtrats von Lieto. Bei den Parlamentswahlen 2007, 2011 und 2015 wurde sie ins finnische Parlament gewählt. Von 2010 bis 2016 war sie eine der stellvertretenden Parteivorsitzenden der Sammlungspartei. Seit 2015 leitet Virolainen den Großen Ausschuss des Parlaments.
Am 6. Februar 2018, nach einer Umbildung des Kabinetts, übernahm Virolainen das Ministerium für Außenhandel und Entwicklung im Kabinett Sipilä.
Virolainen wohnt in Lieto. Sie ist mit Petri Virolainen verheiratet, mit dem sie drei Kinder hat.